# بيلستانت برايري (ويسكونسن)
بيلستانت برايري (بالإنجليزية: Pleasant Prairie)‏ هي قرية ضمن مقاطعة كينوشا في ولاية ويسكونسن بالولايات المتحدة الأمريكية. يقدر عدد سكانها بـ 19,719 نسمة ومساحتها 87.13 كم2وترتفع عن سطح البحر 212 متر.

## التركيبة السكانية
قام مكتب تعداد الولايات المتحدة بتحديد بيانات التركيبة السكانية لبيلستانت برايري في تعداد الولايات المتحدة. في ما يلي، التركيبة السكانية حسب تعدادي 2000 و2010.

### تعداد عام 2000
بلغ عدد سكان بيلستانت برايري 16,136 نسمة بحسب تعداد عام 2000، وبلغ عدد الأسر 5,819 أسرة وعدد العائلات 4,393 عائلة مقيمة في القرية. في حين سجلت الكثافة السكانية 482.3 نسمة لكل ميل مربع (186.2/كم2). وبلغ عدد الوحدات السكنية 6,050 وحدة بمتوسط كثافة قدره 180.9 نسمة لكل ميل مربع (69.8/كم2).
وتوزع التركيب العرقي للقرية بنسبة 94.08% من البيض و 0.39% من الأمريكيين الأصليين و 1.38% من الأمريكيين ذوي الأصول الآسيوية و 0.02% من سكان جزر المحيط الهادئ و 1.45% من الأمريكيين الأفارقة و 1.64% من عرقين مختلطين أو أكثر.
بلغ عدد الأسر 5,819 أسرة كانت نسبة 37.0% منها لديها أطفال تحت سن الثامنة عشر تعيش معهم، وبلغت نسبة الأزواج القاطنين مع بعضهم البعض 65.0% من أصل المجموع الكلي للأسر، ونسبة 6.7% من الأسر كان لديها معيلات من الإناث دون وجود شريك، وكانت نسبة 24.5% من غير العائلات. تألفت نسبة 19.0% من أصل جميع الأسر من أفراد ونسبة 7.6% كانوا يعيش معهم شخص وحيد يبلغ من العمر 65 عاماً فما فوق. وبلغ متوسط حجم الأسرة المعيشية 3.15، أما متوسط حجم العائلات فبلغ 2.73.
بلغ العمر الوسطي للسكان 37 عاماً. وكانت نسبة 27.2% من القاطنين تحت سن الثامنة عشر، وكانت نسبة 6.6% بين الثامنة عشر والأربعة وعشرون عاماً، ونسبة 31.3% كانت واقعةً في الفئة العمرية ما بين الخامسة والعشرون حتى والأربعة وأربعون عاماً، ونسبة 24.2% كانت ما بين الخامسة والأربعون حتى الرابعة والستون، ونسبة 10.6% كانت ضمن فئة الخامسة والستون عاماً فما فوق. يوجد لكل 100 أنثى 98.6 ذكر، ويوجد لكل 100 أنثى في الثامنة عشر من عمرها فما فوق 96.7 ذكر.
بلغ متوسط دخل الأسرة في القرية 62,856 دولار، أما متوسط دخل العائلة فبلغ 71,452 دولار. وكان متوسط دخل الذكور 50,477 دولار مقابل 30,293 دولار للإناث. وسجل دخل الفرد الخاص بالقرية 26,087 دولار. وكانت نسبة 3.0% من العائلات ونسبة 3.2% من السكان تحت خط الفقر، وكان من هؤلاء نسبة 2.6% تحت سن الثامنة عشر ونسبة 5.1% في الخامسة والستين من العمر وما فوق.

### تعداد عام 2010
بلغ عدد سكان بيلستانت برايري 19,719 نسمة بحسب تعداد عام 2010، وبلغ عدد الأسر 7,272 أسرة وعدد العائلات 5,372 عائلة مقيمة في القرية. في حين سجلت الكثافة السكانية 591.6 نسمة لكل ميل مربع (228.4/كم2). وبلغ عدد الوحدات السكنية 7,753 وحدة بمتوسط كثافة قدره 232.6 لكل ميل مربع (89.8/كم2).
وتوزع التركيب العرقي للقرية بنسبة 91.1% من البيض و 0.4% من الأمريكيين الأصليين و 1.7% من الأمريكيين ذوي الأصول الآسيوية و 0.1% من سكان جزر المحيط الهادئ و 2.5% من الأمريكيين الأفارقة و 1.9% من عرقين مختلطين أو أكثر.
بلغ عدد الأسر 7,272 أسرة كانت نسبة 35.8% منها لديها أطفال تحت سن الثامنة عشر تعيش معهم، وبلغت نسبة الأزواج القاطنين مع بعضهم البعض 62.0% من أصل المجموع الكلي للأسر، ونسبة 7.9% من الأسر كان لديها معيلات من الإناث دون وجود شريك، بينما كانت نسبة 4.0% من الأسر لديها معيلون من الذكور دون وجود شريكة وكانت نسبة 26.1% من غير العائلات. تألفت نسبة 21.3% من أصل جميع الأسر من أفراد ونسبة 8.8% كانوا يعيش معهم شخص وحيد يبلغ من العمر 65 عاماً فما فوق. وبلغ متوسط حجم الأسرة المعيشية 3.14، أما متوسط حجم العائلات فبلغ 2.68.
بلغ العمر الوسطي للسكان 41.3 عاماً. وكانت نسبة 25.5% من القاطنين تحت سن الثامنة عشر، وكانت نسبة 6.8% بين الثامنة عشر والأربعة وعشرون عاماً، ونسبة 24.3% كانت واقعةً في الفئة العمرية ما بين الخامسة والعشرون حتى والأربعة وأربعون عاماً، ونسبة 30.6% كانت ما بين الخامسة والأربعون حتى الرابعة والستون، ونسبة 12.8% كانت ضمن فئة الخامسة والستون عاماً فما فوق. وتوزع التركيب الجنسي للسكان بنسبة 49.1% ذكور و50.9% إناث.